# Comuna urbană Velenje
Velenje (Mestna občina Velenje) este o comună din Slovenia, cu o populație de 33.331 de locuitori (2002).

## Localități

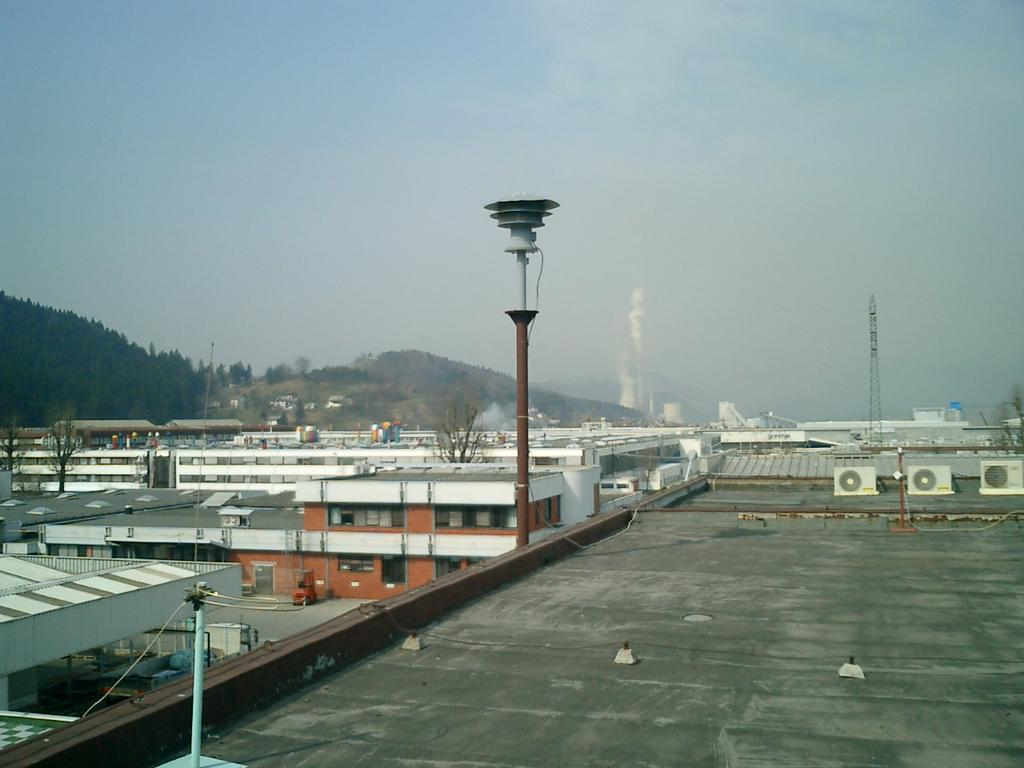
Complexul Gorenje

Arnače, Bevče, Črnova, Hrastovec, Janškovo selo, Kavče, Konovo, Laze, Lipje, Lopatnik, Lopatnik pri Velenju, Ložnica, Paka pri Velenju, Paški Kozjak, Pirešica, Plešivec, Podgorje, Podkraj pri Velenju, Prelska, Silova, Šenbric, Škale, Škalske Cirkovce, Šmartinske Cirkovce, Velenje, Vinska Gora